# اینتویت دوم
اینتویت دوم (انگلیسی: Intuit Dome) یک سالن سرپوشیده ورزشی در اینگلوود، ایالات متحده آمریکا است.
این ورزشگاه که در سال ۲۰۲۴ افتتاح شده برای مسابقات بسکتبال و کنسرت‌های موسیقی مورد استفاده میگیرد. اینتویت دوم هم‌اکنون ورزشگاه خانگی لس آنجلس کلیپرز محسوب میشود.

## نگارخانه

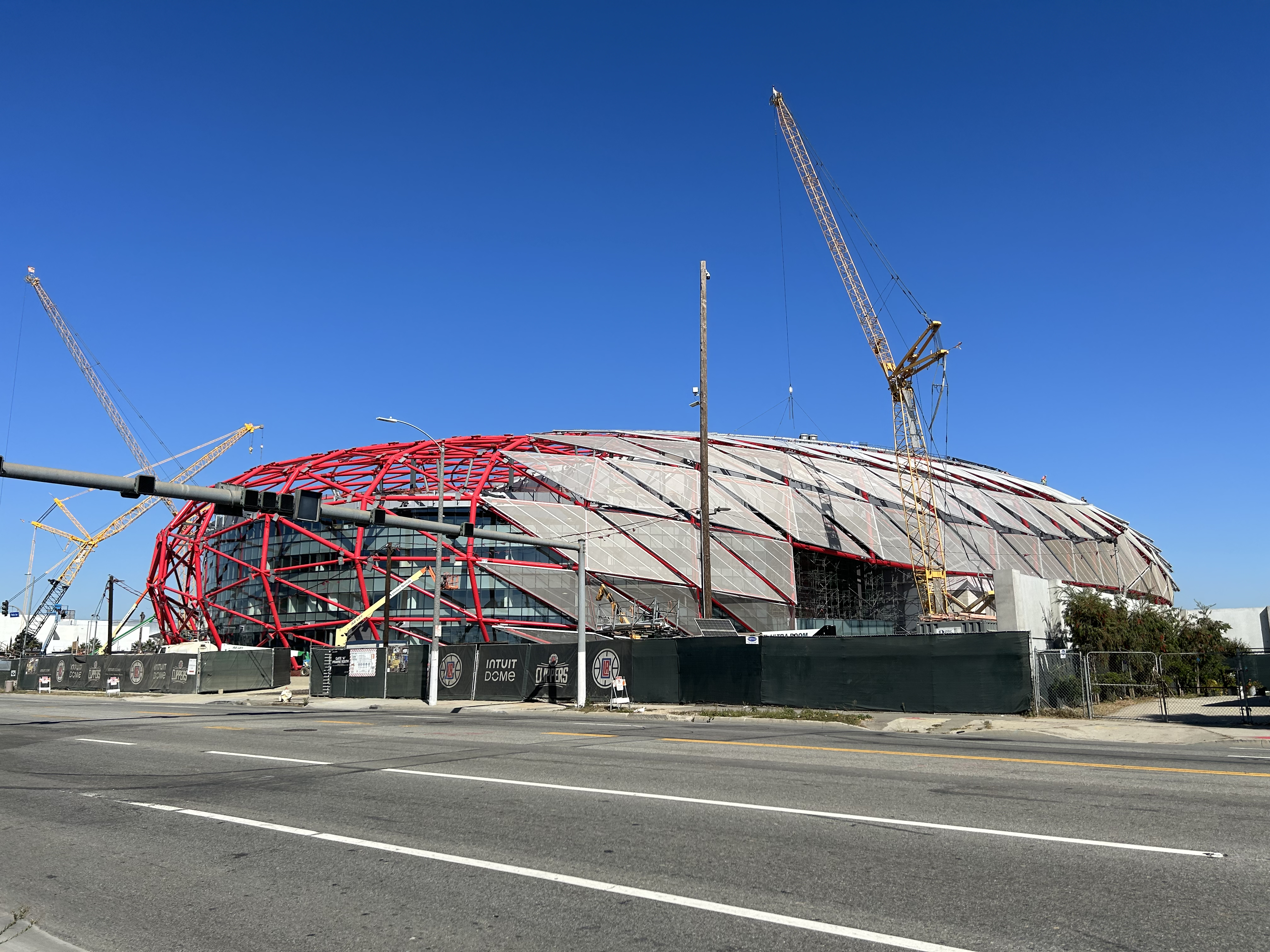
در حال ساخت، ۲۰۲۳
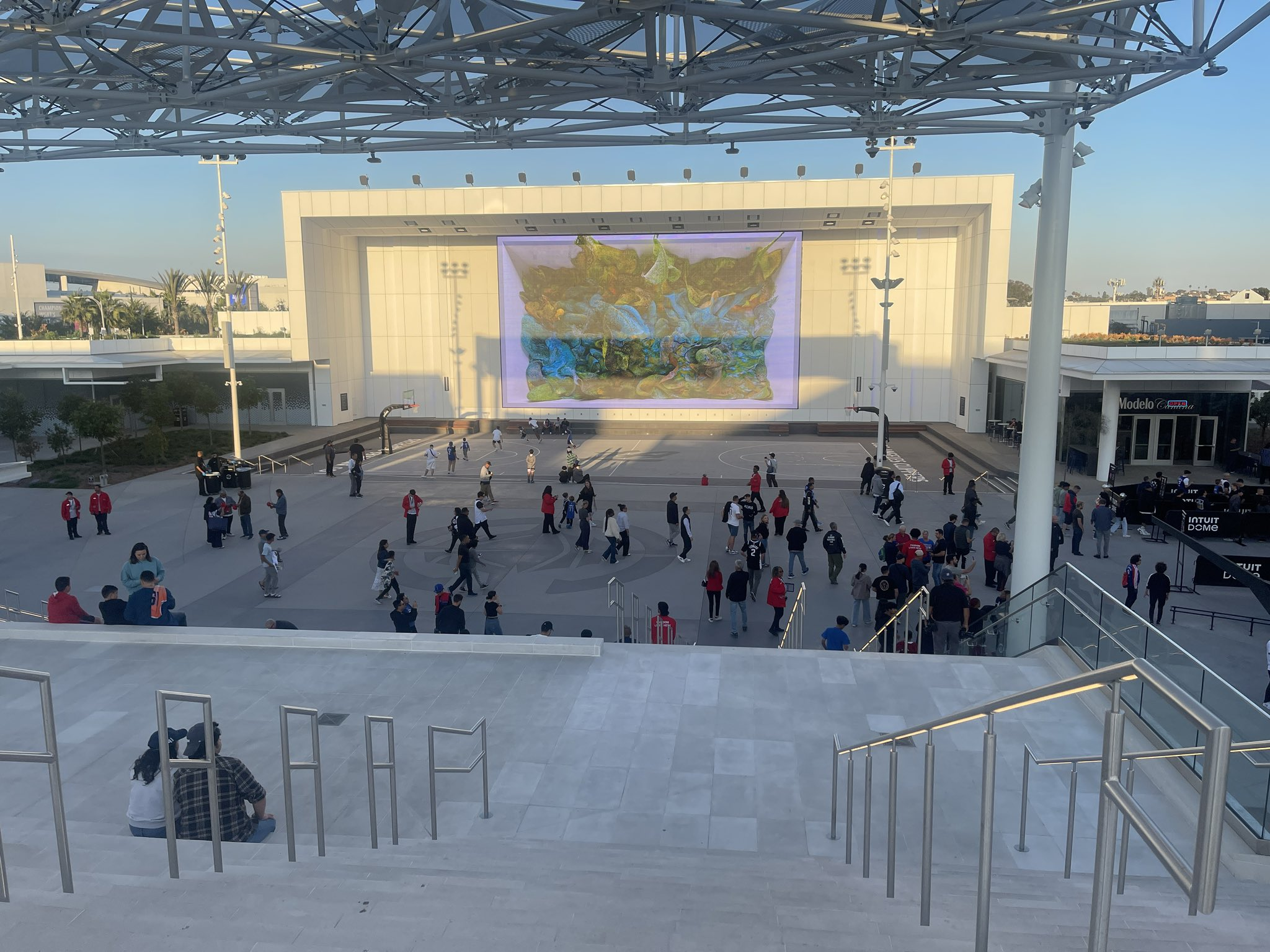
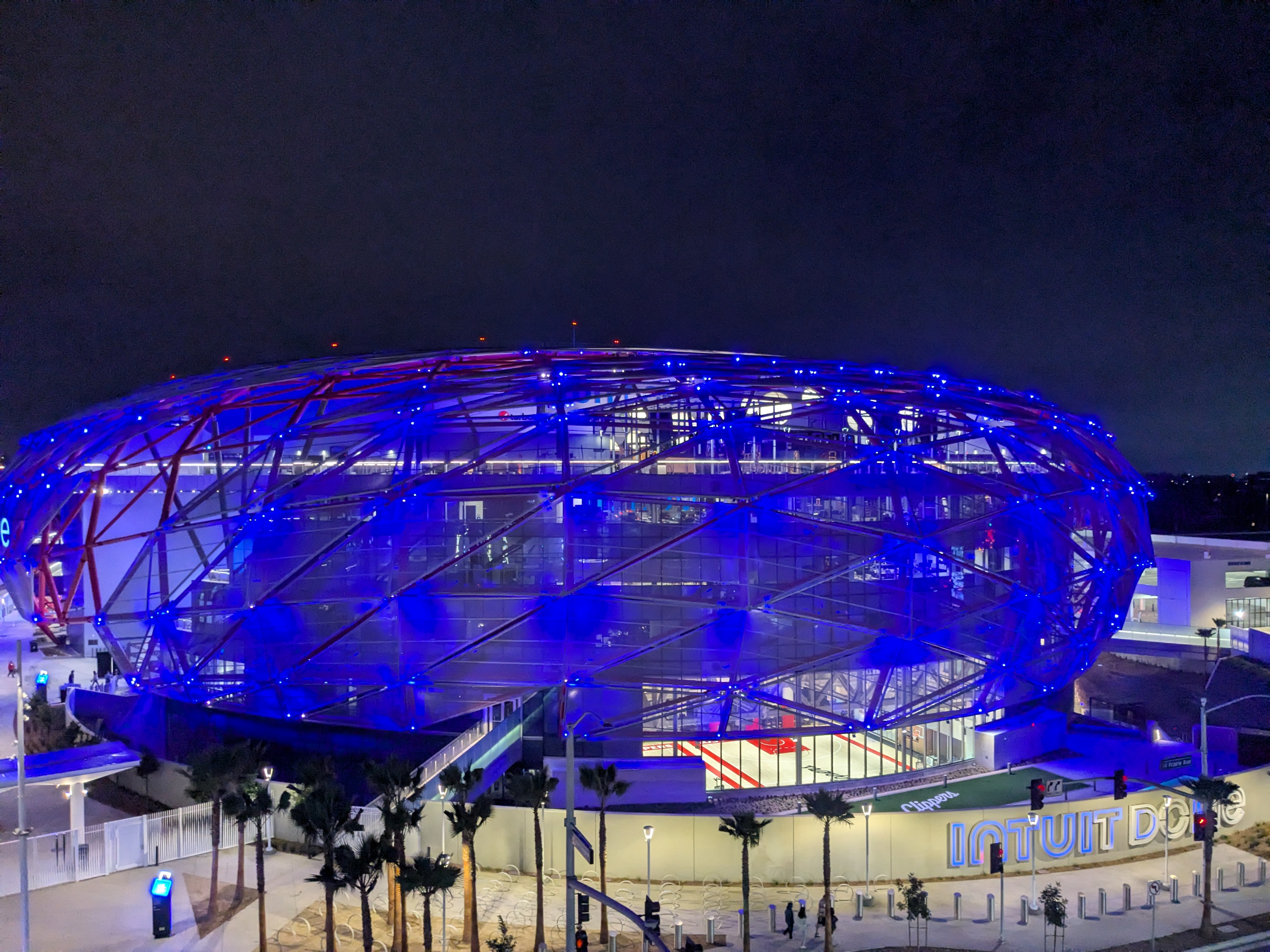
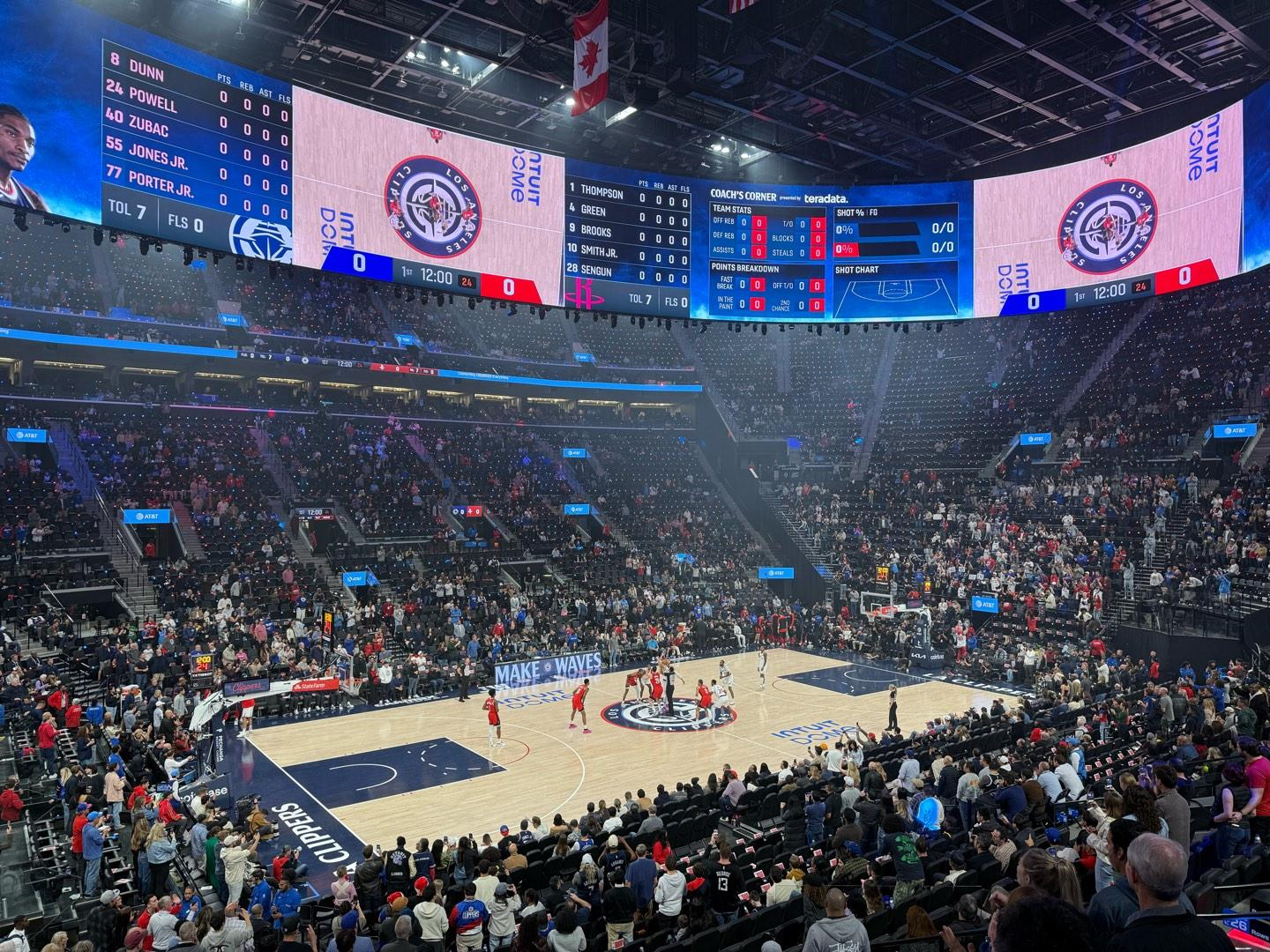
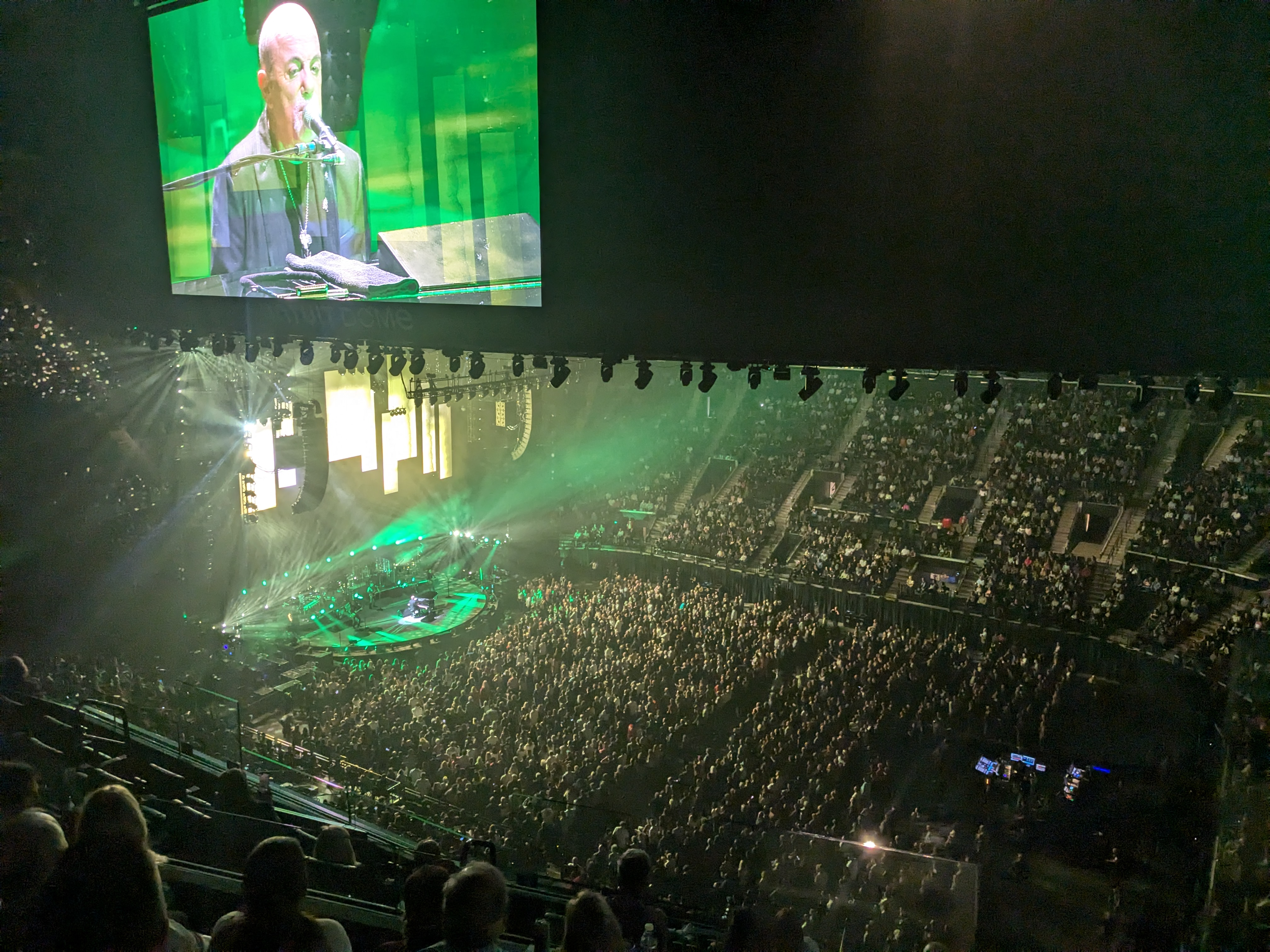